# Eriogonum
Eriogonum é um gênero botânico da família polygonaceae.

## Espécies
- Eriogonum arborescens
- Eriogonum cinereum
- Eriogonum crocatum
- Eriogonum fasciculatum
- Eriogonum giganteum
- Eriogonum grande ssp. rubescens
- Eriogonum inflatum
- Eriogonum nudum
- Eriogonum parvifolium
- Eriogonum truncatum
- Eriogonum umbellatum

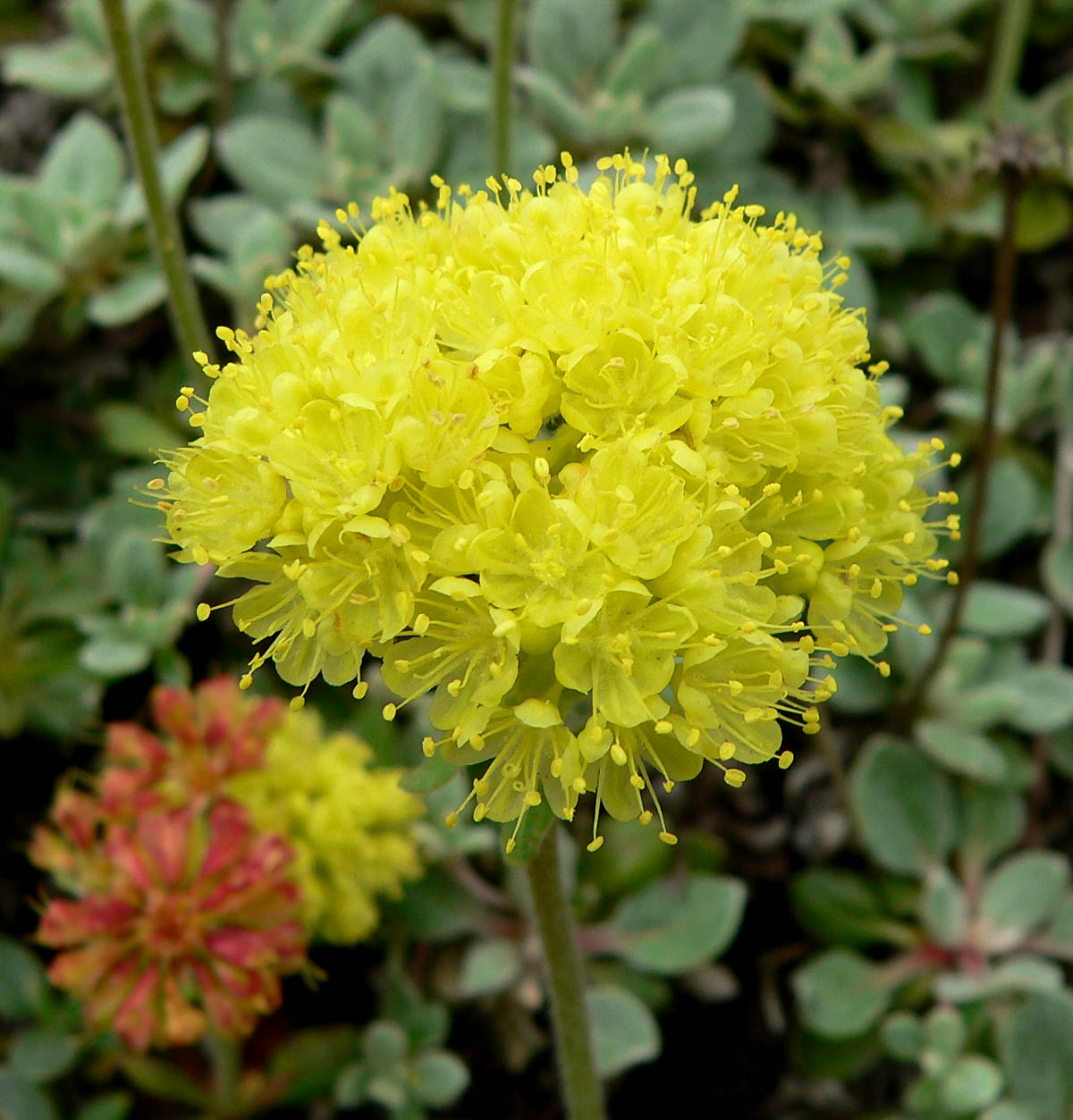
Eriogonum umbellatum var. humistratum
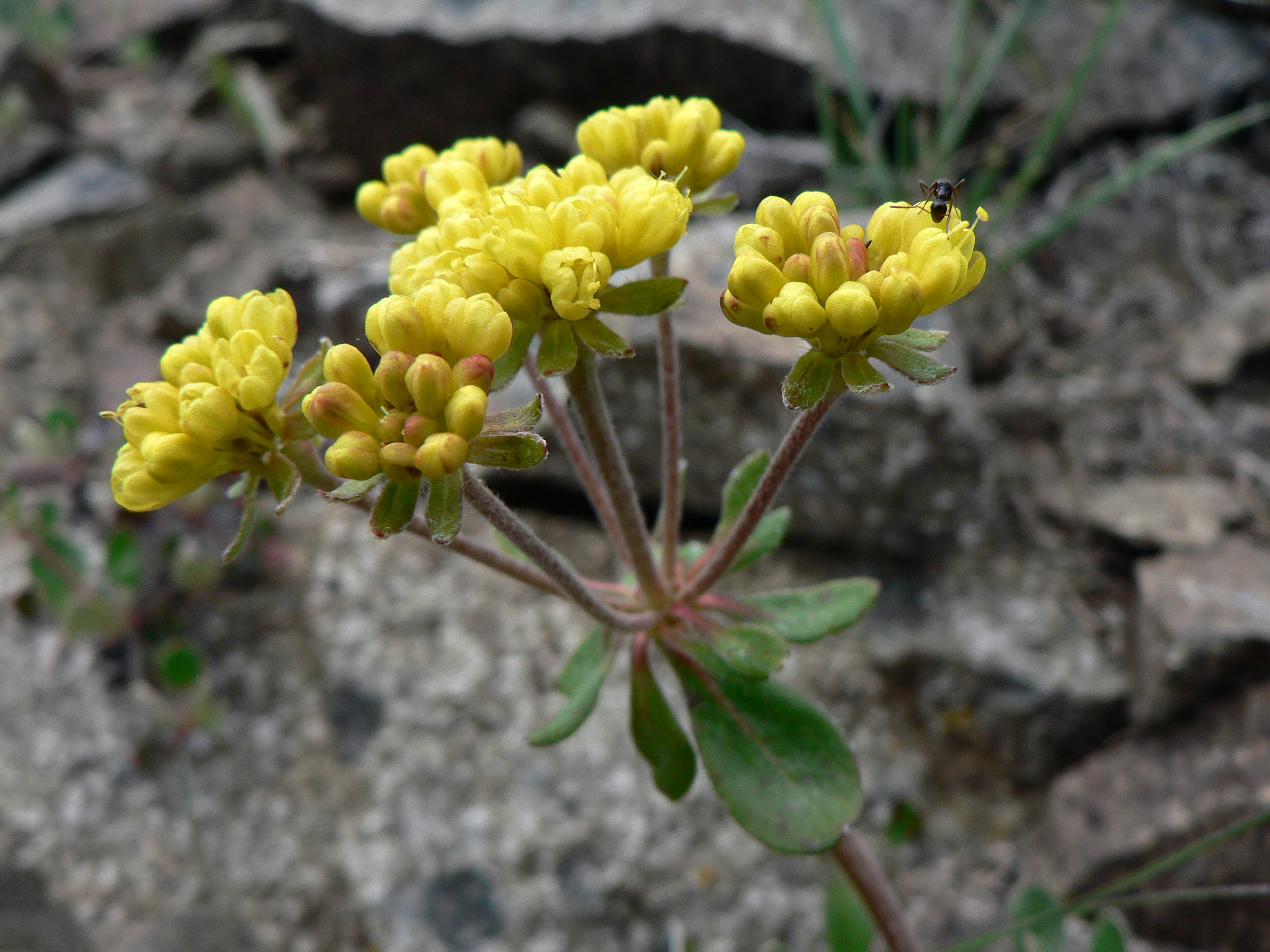
Eriogonum umbellatum var. hypoleium